# Egdon Heath

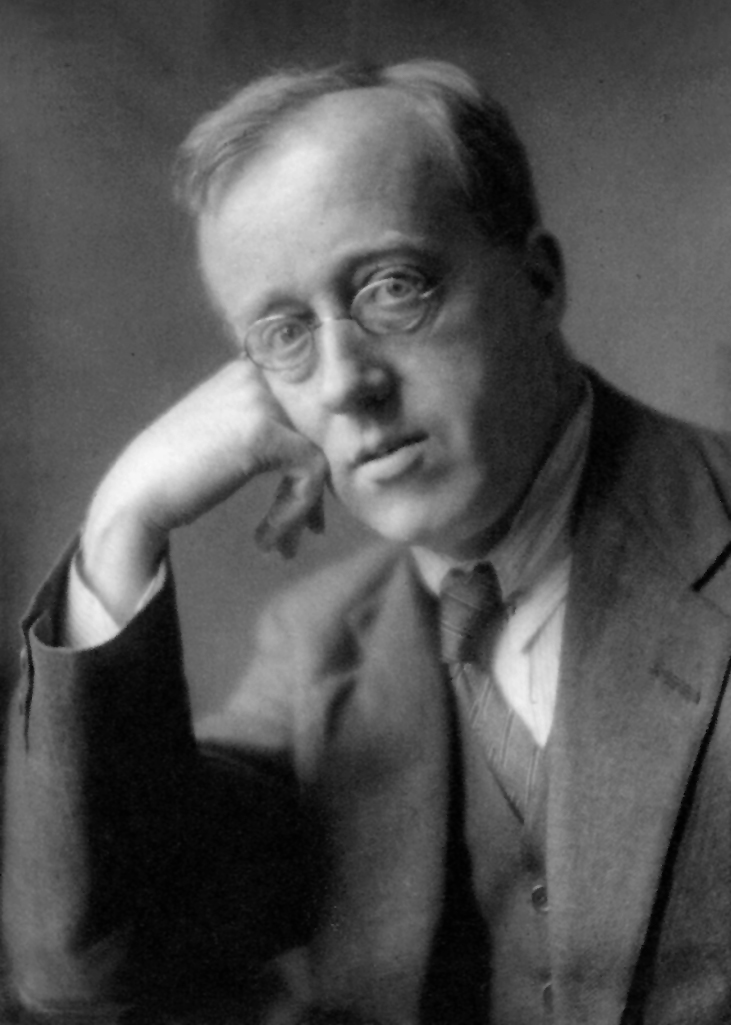
Gustav Holst (um 1921).

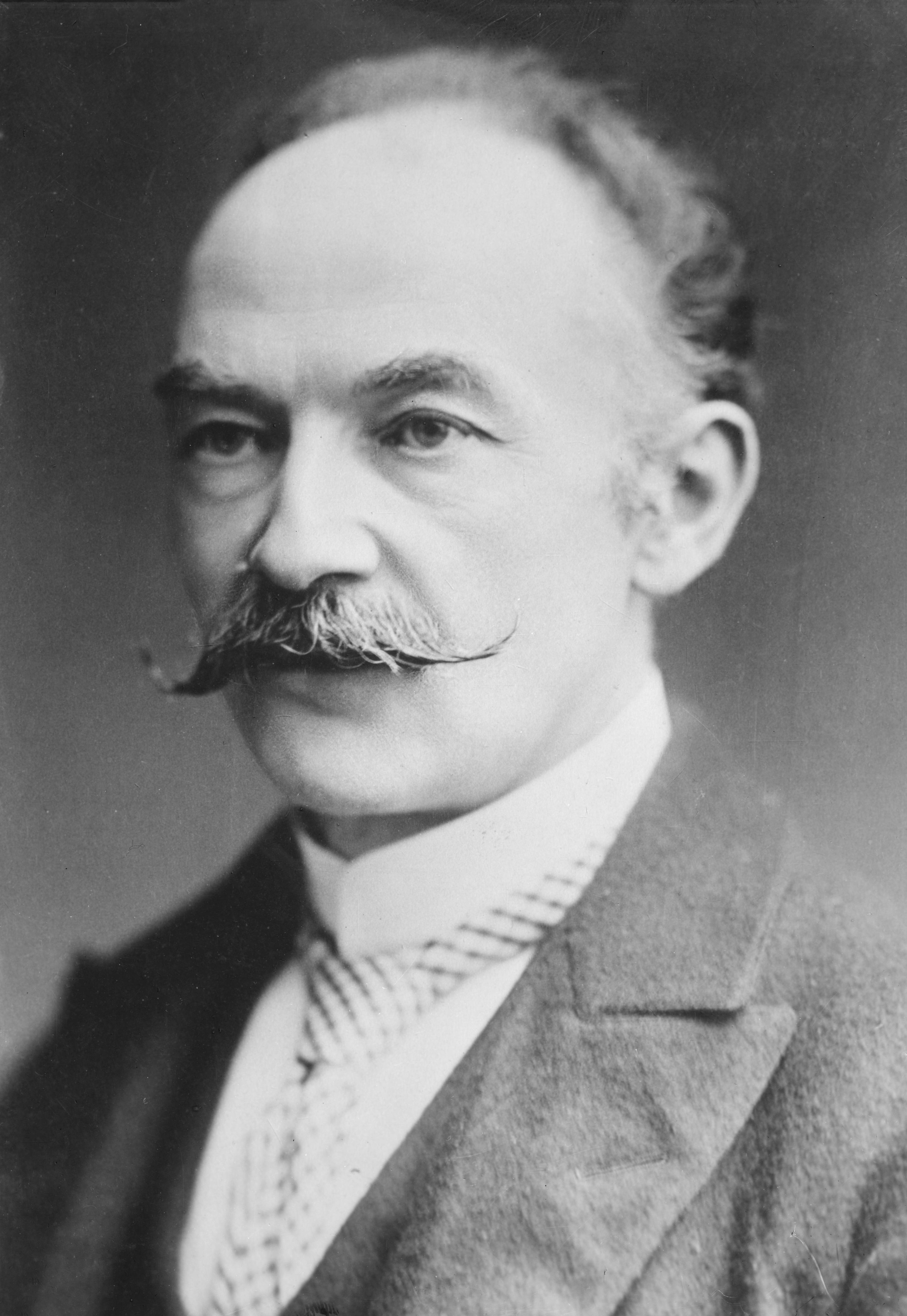
Thomas Hardy (um ca. 1910–15)

Egdon Heath ist eine sinfonische Komposition des britischen Komponisten Gustav Holst.

## Entstehung
Im Jahr 1922 folgte Holst einer Einladung von Thomas Hardy und besuchte den Schriftsteller, dessen Werk er schon seit langem bewundert hatte, in Dorset. Aus diesem Treffen entwickelte sich die Kompositionsidee zu Egdon Heath auf der Basis von Hardys The Return of the Native. Holsts Komposition beschreibt den fiktiven Ort Egdon Heath aus dem ersten Kapitel des Romans. Während der Arbeit  an Egdon Heath stattete Holst Hardy im August 1926 einen Besuch ab; beide Männer machten einen Ausflug in das Heideland.

## Wirkung
Die Uraufführung fand – wenige Wochen nach Hardys Tod – am 12. Februar 1928 in New York statt; Walter Damrosch dirigierte das New York Symphony Orchestra. Aus Anlass des kürzlichen Todes des Schriftstellers widmete Holst das Stück nun Thomas Hardy. Holst selbst dirigierte die erste europäische Aufführung des Stückes mit dem City of Birmingham Symphony Orchestra in Cheltenham, während Václav Talich in einem Konzert der Royal Philharmonic Society die erste Londoner Aufführung leitete.
Bei allen drei Aufführungen nahm das Publikum das Werk eher zurückhaltend auf, teilweise weil es nicht vertraut mit dem musikalischen Idiom war. Auch die ausführenden Musiker und selbst der mit Holsts Musik vertraute Dirigent Adrian Boult waren nicht im Stande, die Musik sofort zu erfassen. Holst wiederum war verärgert über die Tatsache, dass das Zitat aus Hardys Romanvorlage, das das Verständnis der Musik deutlich erleichtert hätte, aus dem Programm herausgenommen worden war. Holst, der jedes neu komponierte Werk jeweils für sein bestes hielt, hielt im Fall von Egdon Heath diese Meinung bis zu seinem Tod bei.